# Споживча оцінка
Споживча оцінка - це ставлення споживачів до конкретного виробу, його окремих споживчих властивостей, сукупностей виробів, що встановлюється під впливом об’єктивно-суб’єктивних чинників.
Споживча оцінка:
- значущість для споживання;
- ступінь відповідності;
- підвищення якості;
- нові товари;
- причини не відповідності вимогам споживання;